# Кристалка
Криста́лка (рос. Кристалка) — селище у складі Червоногвардійського району Оренбурзької області, Росія.

## Населення
Населення — 442 особи (2010; 532 у 2002).
Національний склад (станом на 2002 рік):
- росіяни — 61 %